# Eper (növényfaj)
Az eper vagy kerti eper, termesztett eper, ananászeper (Fragaria × ananassa) az eper (Fragaria) nemzetségbe tartozó hibrid növény, amelyet álterméséért termesztenek; a köznyelvtől eltérően a szakmai elnevezése szamóca. Az eper és szamóca kifejezések egysége vagy különbsége, nemzetközi, nyelvtani, és nyelvtörténelmi értelmezésben nem tisztázott.

## Jellemzése
Az epret nagy földrajzi alkalmazkodóképessége és elterjedése miatt szinte a világ minden országában termesztik. Évelő, tőrózsát fejlesztő növény, az indanövényről úgy nevezett frigó palántákkal szaporított egyedek járulékos gyökérrendszert fejlesztenek, melyek sekélyen helyezkednek el a talajban. A gyökérzetet a levélzettel egy rövid gyökértörzs köti össze. Ebből fejlődnek ki a levelek, az indák, a virágok; ezen kívül ez a szerve tartalékolja a tápanyagokat, amely elősegíti az áttelelést.
A lombozaton belül háromféle levelet különböztetünk meg: a valódi, fotoszintetizáló lombleveleket, a gyökértörzsön és az indákon található alleveleket, valamint a virágzatban elhelyezkedő felleveleket.
A tőrózsát alkotó 5-7 darab lomblevél, hármasan összetett. Színük, szőrözöttségük, alakjuk, fogazottságuk, a fajtájukra jellemző. Átlagosan 50-60 napig élnek, majd a legalsó, egyben legidősebb levelekkel kezdve fokozatosan elhalnak. Mivel ezek a növényen maradnak, gondoskodni kell az eltávolításukról. Az elhaló levelek tápanyagai a gyökértörzsbe vándorolnak, itt raktározódva segítik az áttelelést. A gyökértörzs csúcsközeinek oldalrügyeiből fejlődnek ki az indák. Az indák nóduszain alakulnak ki az indanövények (amiket az ún. frigó palánták készítéséhez használnak).
Az eper virágzata a gyökértörzs csúcsrügyéből fejlődik. Általában egy hosszú tőkocsány végén alakulnak ki a változó számú virágból álló bogernyők. Ezek eltérő időben virágoznak, így nemcsak az érésük húzódik el, hanem a bogyóméret is változik. A virágoknak 5 csészelevelük, 5 sziromlevelük, 3 porzókörük és számtalan termőlevelük van. Az eper virágai rendszerint hímnősek, de lehetnek csak egyivarúak is. A termők a vacok felületén helyezkednek el.
Megtermékenyülésük után a vacok növekedni kezd, ebből képződik az áltermés. Az elhúsosodó vacok felületén találhatók meg az eper valódi termései, az aszmagok. A bogyóméret alakulása szempontjából az a szerencsés, ha minél több termő megtermékenyül, mert az aszmagtermésben lévő magvak által termelt hormonok serkentik a vacok növekedését. A bogyó mérete, alakja, színe szintén fajtára jellemző tulajdonság.
Hazánkban a legnagyobb termést adó körzetek Pest vármegyében, Szentendrei-sziget, Tahitótfalu térsége, Pest vármegye déli része: Lajosmizse, Dabas, ezeket követik nagyság szerinti sorrendben a következő termőkörzetek: Csongrád-Csanád vármegye: Szeged-Szatymaz környéke, Heves vármegye: Nagyréde körzete valamint Szabolcs-Szatmár-Bereg vármegye és Győr-Moson-Sopron vármegye egyes területei.

### Éghajlati igénye
Hazánkban az eper szinte bárhol termeszthető, de a számára legjobb feltételek biztosítása messzemenően megtérül. Az eper vegetációs ciklusának kezdete és befejezése függ a hőmérséklettől, ezért az ország déli részein lévő kertekben, a korábbi felmelegedés miatt 1-2 héttel hamarabb kezdik meg a vegetációt. Ez a koraiság a piacon előnyt is jelenthet, azonban ezek a növények a visszatérő tavaszi fagyoknak is jobban ki vannak téve. Ilyenkor a fagyok elsősorban a legfejlettebb, legkorábban nyíló virágokat károsítják, a később nyílóak sértetlenek maradnak. Télen is, csak a keményebb, hótakaró nélküli teleken fordul elő, hogy a téli fagyok jelentős kárt okoznak, mert a vastagabb hótakaró alatt, akár több héten keresztül, a –30 °C-ot is elviseli. Az eper vízigényes növény, ezért a hazai csapadékviszonyok mellett, csak öntözéssel ad magas terméshozamokat.

### Talajigénye
A kissé savanyú 5–7,5 pH értékek közötti, magas szervesanyag- és alacsony sótartalmú talajokat kedveli. A különböző homokos vályog-, a barna homok- és a homokos öntéstalajokon fejlődik a legkielégítőbben. A gyökerek nagy oxigénigénye miatt kényes a talaj jó levegőháztartására, a pangó vizet nem bírja, 100 cm-nél magasabb talajvízszintű területeken nem termeszthető.

### Szaporítása
A sikeres termés alapja a jó minőségű szaporítóanyag. A jó palánta fajtaazonos, vírusoktól, gombás betegségektől, kártevőktől mentes, friss, életképes és szabványméretű, legalább tíz darab 8 centiméter hosszú, fejlett, ép gyökérrel és megfelelő átmérőjű gyökértörzzsel rendelkezik. Az eper szaporítása egyszerű, könnyen elvégezhető, mivel a növény saját maga gondoskodik erről, az indán keletkezett indanövénnyel. A gyakorlatban a különböző fejlettségű leveles (tálcás) palánták és a levél nélküli, tárolt frigó palánta a legelterjedtebb szaporítóanyagok. A leveles eperpalánták korszerű szaporítási módszere, hogy a 3-5 levéllel rendelkező palántákat nyár végén, vagy tavasszal felszedjük.
A tálcás palánta előállítása. A tálcás palánták alapanyagául szolgáló indanövényeket leggyakrabban a legyökeresedésük kezdetén szedik, és általában 5×5 cm-es fészkű tálcákba, vagy poharakba palántázzák. Ezekben a tálcákban erősödnek meg, itt képeznek erőteljes gyökérzetet. Az ilyen palántákat késő ősszel, de a fagyok beállta előtt kell felszedni. A fölszedett indanövényekről, a szívlevelek kivételével, a leveleket eltávolítják, szellősen (kilyuggatott) polietilén zacskókba csomagolják és felhasználásukig, 1-2 °C hőmérsékleten és 85-90%-os relatív páratartalom mellett tárolják.

### A telepítés
Az eperpalánták 1-4 évig teremnek, a negyedik évben át kell ültetni. Szabadföldön a leveles palánták optimális ültetési ideje a július közepe – augusztus közepe közötti időszak. Augusztus vége utáni ültetéskor a palánták télre való felkészülése kockázattal jár. A frigó palánták használatának nagy előnye, hogy gyakorlatilag március közepétől augusztus közepéig bármikor ültethetők Az ültetés idejét a szaporítóanyag és a termesztési cél határozza meg elsősorban, de befolyásoló tényező lehet a talajállapot is. Az eperültetvény életkorát szabadföldön 1-4, hajtatásban 1-2 évre tervezik, ezért telepítése nagyon gondos előkészítést igényel. A telepítés előtti talaj-előkészítés során alakítjuk ki a palánták számára optimális talajállapotot és a talaj megfelelő szintű tápanyagtartalmát. A szakszerű tápanyag-ellátás alapja a telepítés előtti talajmintavétel és a minta laboratóriumi vizsgálata. (Az eper számára elég a talaj felső 30 cm-es rétegéből venni a talajmintát.) Az istállótrágyát ajánlatos már az elővetemény alá bedolgozni alaptrágyaként. Ennek átlagos mennyisége a talaj humusztartalmától függően 6–10 kg/m² között változik. A talajt a telepítés előtt kora tavaszi ültetéshez ősszel, a későbbi ültetésekhez 4-6 héttel az ültetés megelőzően 25–30 cm mélyen kell szántani, vagy felásni.
Az epernek jó előveteménye lehet a kertészeti növények közül a fejes káposzta, a sárgarépa, a fejes saláta, a zöldbab, a zöldborsó és egyéb rövid tenyészidejű zöldségnövények. Epret eper után néhány évig talajfertőtlenítés nélkül nem szabad telepíteni, mert a kártevők felszaporodása és a talajuntság miatt, emelkednek a növényvédelmi kiadások, és csökken a termés mennyisége.

### Szedés, szállítás
A virágok megtermékenyülése után 26-30 nap múlva érik a termés. Az eper genetikai adottsága a folyamatos érés, amely az elsődleges terméseknél kezdődik és fokozatosan a kisebb rendű terméseken folytatódik. Ezért 2-3 naponta szednünk kell, ez az érés ideje alatt összesen 10-12 alkalmat jelent. Szedésre legalkalmasabbak a délelőtti órák, amikor a termés felületéről már felszáradt a harmat, de még nem melegedett fel túlságosan, ugyanis a nedves vagy felmelegedett termés gyorsan romlik, nehezen tárolható. Friss fogyasztásra a termést kb. 1 cm-es kocsánnyal, és csészelevelekkel együtt, a felhasználás jellegétől függően 3–5 kg-os rekeszekbe, vagy rekeszekben elhelyezett 0,5 kg-os tálcákba szedjük. A termés válogatását és osztályozását már a szedéskor el kell végezni, így átrakással nem okozunk több sérülést. A friss fogyasztásra szedett termést szállítás előtt gyorsan le kell hűteni, szállítani 0–2 °C közötti hőmérsékleten lehet.

### Felhasználása
Az eper rendkívül alak- és formagazdag növény, ma már szinte minden felhasználási célra találunk speciális fajtákat. A friss fogyasztásra alkalmas fajtáknál fontos, különösen, ha eladásra szeretnénk termelni, a termés alakja, mérete, színe, íze, zamata, érési ideje, szállítható- és tárolhatósága.

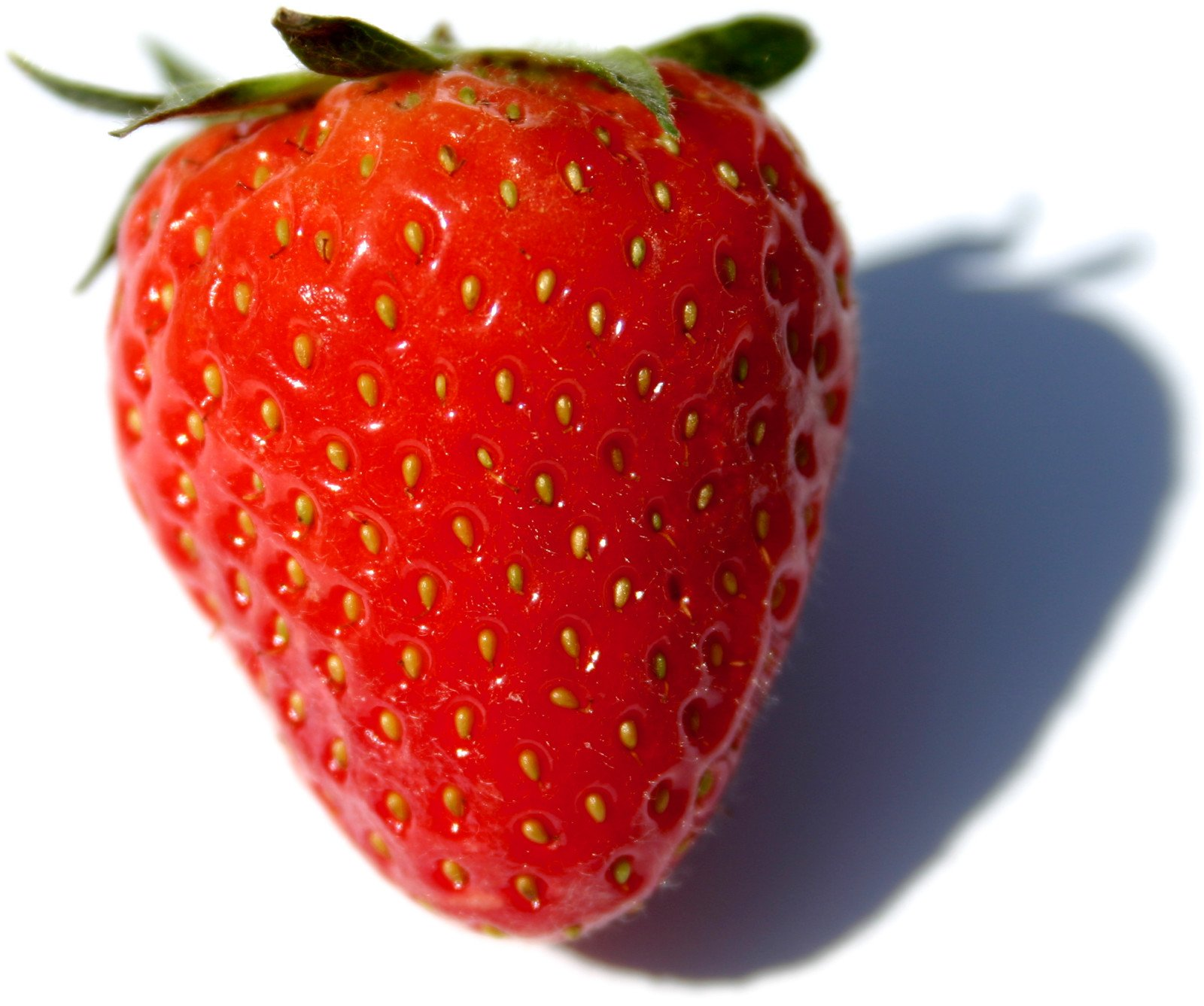
Eper termése

A konzerv- és hűtőipar igényli a közepes nagyságú, egyenletes felületű, tömör húsú, világosvörös színű termést, amely mélyfagyasztás után is megőrzi ezeket a tulajdonságokat. A sokféle igény kielégítése nagyon nehéz, de a nemesítők megpróbálnak minél több felhasználási célra alkalmas fajtát előállítani.
Nyersen, cukrozva, vagy tejszínhabbal tálalva a gyerekek kedvence, de eperhabot és -turmixot is készítenek belőle. Kitűnő süteményekbe, főleg gyümölcstortákhoz, szörpnek, dzsemnek, bólé és gyümölcsbor készítésére is alkalmas.

### Ismertebb fajtái
Az eperfajtáknak fontos értékmérő tulajdonságai a télállóság, és az aszálytűrés, valamint a betegségekkel és a kártevőkkel szembeni ellenálló képesség. A hazai fajtakínálat nagyrészt külföldi fajtákból áll, de vannak értékes magyar fajták is (Fertődi 5, Kortes). A külföldi fajták közül a holland fajták állták meg helyüket legjobban a hazai körülmények között. A 80-as évek közepéig a Senga Sengana fajtát és a Gorella fajtát termesztették a legtöbb helyen hazánkban. Ez utóbbi a népszerűségét, kiváló tulajdonságainak, és a nálunk elterjedt 3-4 éves termesztésmódhoz való jó alkalmazkodóképességének köszönhette. A Gorella még ma is fellelhető a házikertekben, pedig az újabb fajták, mint az Elsanta, Gerida, Polka, Marmolada, Sella hasonlóan jó tulajdonságokat mutat. A többször termő fajták sajátossága a napszak-közömbösség, ezért a vegetáció folyamán virágzásuk és a termésképzésük folyamatos, egészen a fagyokig megörvendeztetik a termesztőt zamatos gyümölcsükkel. Az ilyen típusú fajták száma jóval alacsonyabb az egyszer termő fajtákéhoz képest, jelentőségük pedig elsősorban a kiskerti, vagy házikerti termesztésben van. Viszonylag új fajtája a „fehér epernek” is nevezett pineberry.

## Termesztése
Az eper a világ egyik legnépszerűbb bogyós gyümölcse, és széles körben termesztik a világ különböző területein. 2021-ben az epret több mint 70 országban termesztették, és az éves termés mennyisége meghaladta a 9 millió tonnát.
A világ legnagyobb eper termelői közé tartozik Kína, Tunézia, Albánia, az Egyesült Államok és Törökország. Ezek az országok a 2021-es termelésük alapján az első öt helyen álltak. 2021-ben Kína, Tunézia és Albánia az éves termés több mint felét (54%) adták a világ eper termelésének. 

## Fajtái
| Neve:                                        | Bokra              | Érési ideje          | Alakja                 | Nagysága          | Konzisztenciája  |
| -------------------------------------------- | ------------------ | -------------------- | ---------------------- | ----------------- | ---------------- |
| Egyszer termő fajták:                        |                    |                      |                        |                   |                  |
| C.Rival                                      | magas, laza        | máj.28.-jún.20.      | kúp                    | nagy              | puha             |
| Gerida                                       | erős növekedésű    | máj.-jún.            | szabályos              | nagy              | kemény           |
| Gorella                                      | középnagy, felálló | máj.25.-jún.15.      | tompa kúp              | igen nagy         | közepesen kemény |
| Hummi Grande (hummi grand)                   | nagy, laza         | máj.25.-jún.15       | tompa kúp              | nagy              | puha             |
| Lamda                                        | erős növekedésű    | máj.-jún.            | kúp                    | közepes           | kemény           |
| Nadina                                       | erős növekedésű    | máj. végétől 3 hétig | felálló                | nagy              | közepesen k.     |
| Pokahontas (pokahontasz)                     | nagy, laza         | máj.22.-jún.15.      | tompa kúp              | nagy              | kemény           |
| Red Gauntlet (Rid gontlit)                   | erős növekedésű    | máj.30.-jún.20.      | kúp                    | nagy              | kemény           |
| Souvenir (szuvenír)                          | magas, tömött      | jún.5-25.            | lapított kúp           | legnagyobb        | kemény           |
| Surprise (szürpríz)                          | tömött, nagy       | máj.20.-jún.15.      | kúp                    | közepes           | félkemény        |
| Vasper (Veszpő)                              | magas, tömött      | jún.1-20.            | szabálytalan, lapított | igen nagy         | közepesen kemény |
| Többször termő fajta                         |                    |                      |                        |                   |                  |
| Brigadéros                                   | középnagy          | jún. és aug.         | kúp                    | középnagy         | kemény           |
| Macherauch's Dauerente (maceraucsz dajerent) | erős növekedésű    | júl. és júl.-okt.    | kúp                    | nagy              | kemény           |
| Mara de Bois                                 | gyenge, v.tömött   | máj., júl.           | lapított gömb          | középnagy         | közepesen k.     |
| Folyton termők                               |                    |                      |                        |                   |                  |
| Rabunda                                      | feltörő, erős      | jún.-szept.          | kúp                    | kicsi, v. közepes | puha             |
| Rapella                                      | középerős          | jún.-szept.          | gömb                   | középnagy         | kemény           |

### Gombakártevői
- Lombozat:
  - szamócalisztharmat (Sphaerotheca macularis),
  - szamóca mikoszferellás levélfoltossága (Mycosphaerella fragariae),
  - szamóca dendrofómás levélfoltossága (Dendrophoma obscurans),
  - szamóca diplokarponos levélfoltossága (Diplocarpon earliana),
  - szamóca citiás levélfoltossága (Zythia fragariae)

- Gyökérzet:

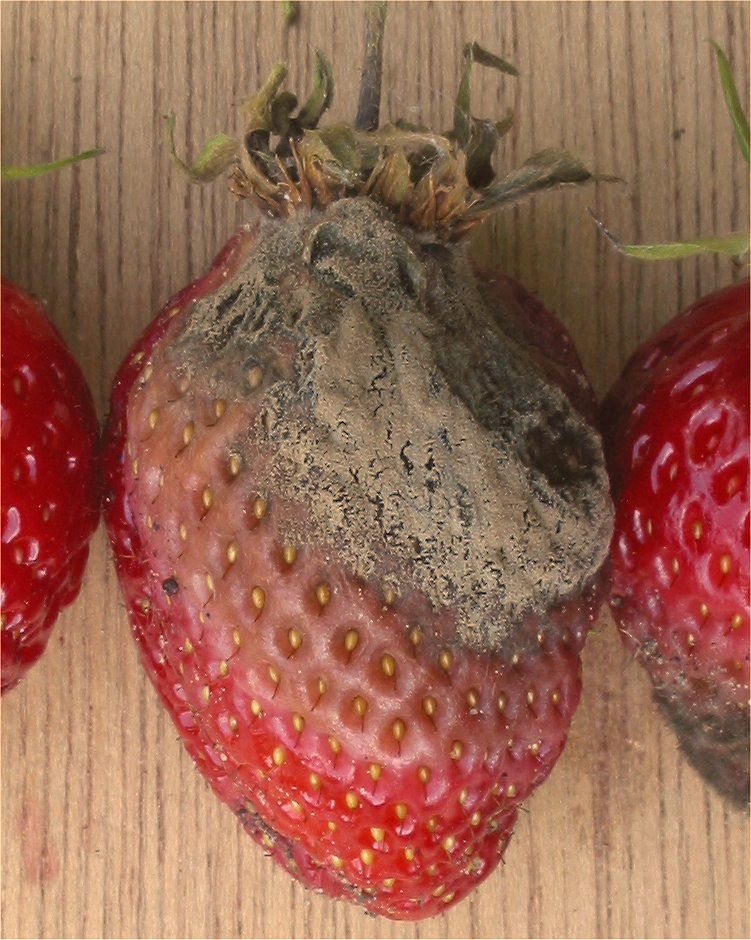
Az eper szürkepenészes rothadása

  - szamóca fitoftórás gyökérpusztulása (Phytophtora cactorum),
  - szamóca verticilliumos hervadása (Verticillium ssp.),
  - szamóca fuzáriumos hervadása (Fusarium ssp.)
- Gyümölcs:
  - szamóca szürkepenészes rothadása (Botrytis cinerea),
  - szamóca fitoftórás rothadása (Phytophtora cactorum),
  - szamóca gnomóniás rothadása (Gnomonia comari).

### Állati kártevők
- Gyökérzet:
  - cserebogár (Melolonta ssp.),
  - drótférgek (Elateridae),
  - vincellérbogarak (Otiorrhynchus ssp.)
- Rügy, bimbó, virág:
  - szamócaatka (Tarsonemus pallidus),
  - szamóca-fonálféreg (Aphelenchoides fragariae),
  - szárfonálféreg (Ditylenchus dipsaci),
  - szamócaeszelény (Coenorrhinus germanicus.)
- Hajtás és levélzet:
  - szamócaatka (Tarsonemus pallidus),
  - szamóca-fonálféreg (Aphelenchoides fragariae),
  - szárfonálféreg (Ditylenchus dipsaci),
  - cserebogarak (Melolonta ssp.),
  - fehéröves levéldarázs (Emphytus cintus),
  - sodrómolyok (Tortricidae),
  - bagolylepkék (Noctuidae),
  - levéltetvek (Aphididae),
  - közönséges takácsatka (Tetranychus urticae).

### Növényvédelem
A legtöbbször elkövetett hiba, hogy csak a gyümölcsöt védik a károsítók ellen, pedig bőséges termést csak az egészséges tő érlel, amelynek lombozata is egészséges. Tavasszal elsősorban az elszáradt levelek összeszedésével, ezek elégetésével, az ágyások 0,3%-os Orthocid, vagy 0,2%-os Ortocid-Phaltan gombaölő szerrel való permetezéssel, később a rovar-kártevők, és atkák ellen Bi-58, vagy egyéb rovar- és atkaölő szerekkel védekezhetünk. Gyakran az érőfélben lévő epret a szürkepenész is megtámadja, ez ellen úgy védekezhetünk, hogy a virágzás végén 0,1%-os Chinoin fundazollal permetezünk. Az érésben lévő penészes szemeket összeszedjük és megsemmisítjük. Vagyis a vegyszeres növényvédelmet okszerűen, a legjelentősebb károsítók, így a szürkerothadás, a levélfoltosságok, a sodrómolyok és a szamócaatka elleni védekezésre kell alapozni. Nagyon fontos, hogy már a telepítés előtt figyelmet fordítsunk azokra a tényezőkre, melyek kihatnak a növényállomány egészségi állapotára. Ezek a következők: terület-kiválasztás, vetésforgó, talajfertőtlenítés, egészséges szaporítóanyag használata.

## Híres epertermelő vidékek
Magyarország legfontosabb epertermesztő vidéke a Somogy vármegyei Csököly környéke. A falu lakosságának jelentős része foglalkozik a gyümölccsel, még eperpálinkát is főznek, és eperfesztivált is rendeznek.
Világszinten a legnevezetesebb termőterület a Mexikó középső vidékén, Guanajuato államban fekvő Irapuato és környéke. Irapuatót ezért a „világ eperfővárosának” is nevezik, és itt is rendszeresen szerveznek eperfesztivált.